# Орбели, Леон Абгарович

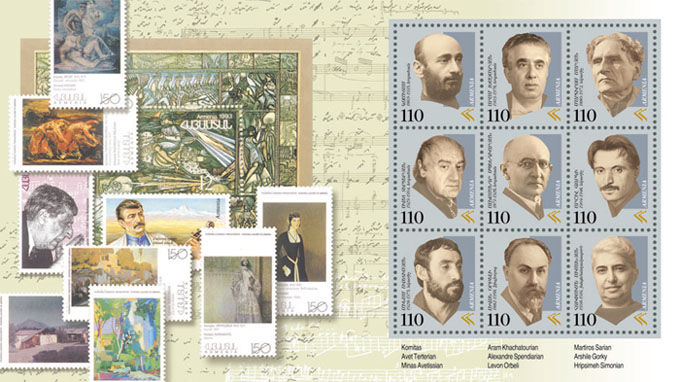
Комитас, Хачатурян, Сарьян, Тертерян, Спендиарян, Горки, Аветисян, Орбели, Симонян

Лео́н (Лево́н) Абга́рович Орбе́ли (арм. Լևոն Աբգարի Օրբելի; 25 июня (7 июля) 1882, Цахкадзор, Эриванская губерния — 9 декабря 1958, Ленинград) — российский и советский физиолог, один из создателей эволюционной физиологии, ближайший ученик и последователь Ивана Павлова; средний брат юриста Рубена Орбели и археолога Иосифа Орбели. Академик (с 1935) и вице-президент (1942–1946) Академии наук СССР, один из первых действительных членов Академии медицинских наук СССР (с 1944) и Академии наук Армянской ССР (с 1943); иностранный член ряда учёных обществ Европы и США. Генерал-полковник медицинской службы (1944). Лауреат Сталинской премии (1938), Герой Социалистического Труда (1945). Автор более 130 оригинальных научных работ.

## Биография

### Семья Орбели
Дед Леона — Иосиф Иоакимович (Овсеп Овакимович) — окончил Лазаревскую духовную семинарию в Москве. Возвратившись в Тифлис, стал протоиереем и проповедником в соборе. Отец Леона — Абгар Иосифович — окончил юридический факультет Петербургского университета, женился на княжне Варваре Моисеевне Аргутинской. У них было три сына: Рубен, Леон и Иосиф. Старший, Рубен стал юристом, известен как эксперт в области подводной археологии. Младший, Иосиф стал востоковедом, академиком, директором Эрмитажа. Леон стал учёным-физиологом, учеником и последователем Ивана Павлова.
Дочь: Мария Леоновна Орбели (1916—1949) — учёный-физик, кандидат физико-математических наук, сотрудник Радиевого института.
Сын [на самом деле внук, рождённый рано умершей дочерью Марией и усыновлённый Леоном Орбели]: Абгар Леонович Орбели (1939—2022) — учёный-физик, выпускник физического факультета Ленинградского государственного университета им. Жданова. С 1962 года сотрудник Физико-технического института имени Иоффе, учёный секретарь Научного совета РАН по проблеме «Физика электронных и атомных столкновений». Автор более 20 научных трудов, касающихся применения методов магнитного резонанса при изучении свойств изолированных атомов, корпускулярной диагностики горячей и СВЧ-плазмы, физических свойств биологических объектов и обществоведения. Кандидат физико-математических наук.

### Годы учёбы и становления
В 1899 году Леон Орбели с золотой медалью окончил 3-ю Тифлисскую гимназию. Его зачислили в Военно-медицинскую академию (ВМА) своекоштным студентом. Последние должны были платить за обучение, зато после окончания Академии они не были обязаны служить военными врачами.
Из воспоминаний Орбели известно, что с И. П. Павловым он познакомился на 1-м курсе заочно на лекциях по физиологии. Настоящее знакомство с И. П. Павловым началось на 2-м курсе.
В 1904 году, по окончании с отличием ВМА, Орбели поступал в Институт врачей (адъюнктуру) при ВМА, но не прошёл по конкурсу. Работал врачом в Николаевском военном госпитале в Кронштадте. Затем перевёлся в Петербургский морской госпиталь, чтобы одновременно продолжать научную работу у И. П. Павлова, в Институт экспериментальной медицины (ИЭМ). С 1907 по 1920 работал помощником И. П. Павлова в физиологическом отделе ИЭМа. В этот период Леон был назначен врачом на один из крейсеров, закупаемых Россией у Аргентины. Крейсер должен был участвовать в русско-японской войне, однако Япония успела перекупить аргентинские крейсера, предназначавшиеся России. Орбели остался в Петербурге.
В 1907 году Орбели оставил службу на флоте.
В 1908 году защитил докторскую диссертацию на тему: «Условные рефлексы глаза у собаки».
В 1909—1911 годах Орбели проходил стажировку в физиологических лабораториях Англии и Германии, а также в Италии, на Морской биологической станции в Неаполе.
В 1911 году Орбели становится помощником Павлова по Физиологическому отделу ИЭМ и получает звание приват-доцента а затем и доцента кафедры физиологии ВМА. Его избирают профессором Высших женских курсов.

### Карьера после 1917 года
Начиная с 1917 года, Орбели работал членом редколлегии «Физиологического журнала», а с 1937 года — ответственным редактором журнала.
В разные годы он был профессором Сельскохозяйственного, 1-го медицинского (1920—1931) и Химико-фармацевтического институтов в Ленинграде, а также Юрьевского университета.
В 1913—1957 заведующий Физиологической лабораторией, затем заместитель директора по научной части Естественно-научного института имени П. Ф. Лесгафта, профессор физиологии и проректор по учебной работе Института физического образования имени П. Ф. Лесгафта.
С 1925 года — преемник Павлова на посту профессора, начальника кафедры физиологии ВМА, в 1943—1950 — начальник ВМА.
В 1936—1950 Орбели был, кроме того, директором Института физиологии имени И. П. Павлова АМН СССР и Института эволюционной физиологии и патологии высшей нервной деятельности имени И. П. Павлова АМН СССР.

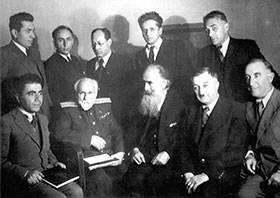
Первые члены АН Армянской ССР:
Л. Орбели сидит (второй слева)

В 1943 году избран действительным членом Академии наук Армянской ССР (первый состав).

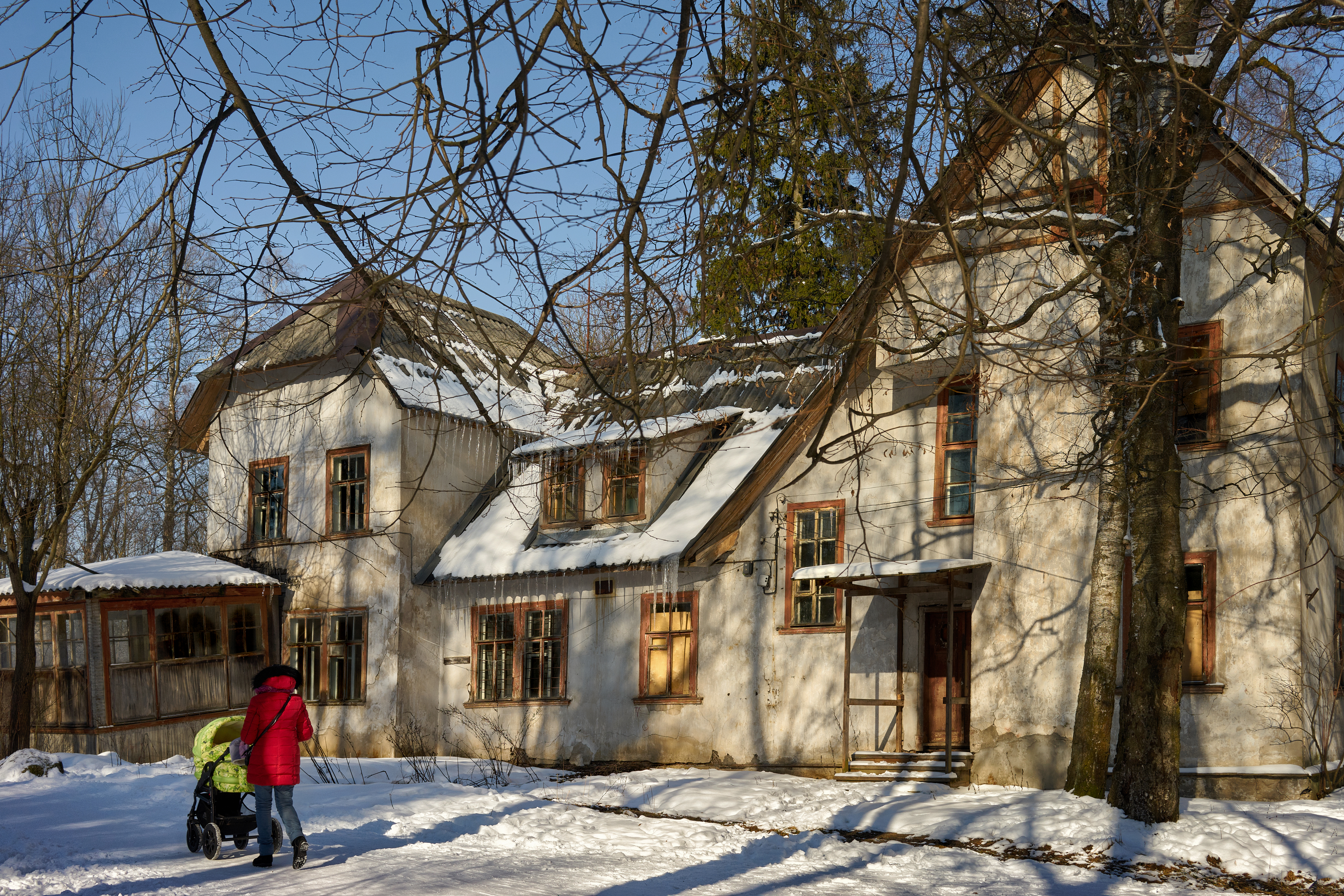
Дом Орбели в Павлове

В декабре 1943 года выезжал в Тюмень, куда было эвакуировано тело В. И. Ленина, в составе правительственной комиссии во главе с наркомом здравоохранения СССР Г. А. Митерёвым, при участии академиков А. И. Абрикосова, Н. Н. Бурденко. Они признали, что «тело Ленина за 20 лет не изменилось. Оно хранит облик Ильича, каким он сохранился в памяти советского народа».
В 1944 году Орбели было присвоено высшее для военных медиков воинское звание генерал-полковника медицинской службы, он также стал действительным членом вновь образованной Академии медицинских наук.

### Противостояние «мичуринцев» и «вейсманистов»
После Сессии Всесоюзной академии сельскохозяйственных наук (август 1948) и выступления академика Лысенко была «закрыта» классическая генетика и Л. А. Орбели оказался в затруднительном положении. С одной стороны как вице-президент Академии наук СССР он должен был следовать в «русле» решений этой сессии. С другой, как последователь И. П. Павлова в изучении генетики высшей нервной деятельности и поведения животных, продолжать исследования на основе открытий классиков генетической науки. От Орбели потребовали не только изменить план генетических исследований, но и пересмотреть состав своих сотрудников, вплоть до увольнения некоторых из них (Р. А. Мазинг, И. И. Канаев). Орбели не только не сделал этого, но и ввёл в свой штат уволенного из Ленинградского университета генетика М. Е. Лобашова. В Колтушах все-таки сняли с пьедестала бюст Г. Менделя и работа с мушками дрозофилами была прекращена.
После Объединённой сессии АН и АМН СССР (июль 1950) Л. А. Орбели был освобождён от руководства почти всеми возглавляемыми им учреждениями, кроме поста заведующего физиологической лабораторией Естественно-научного института имени П. Ф. Лесгафта.

### Институт эволюционной физиологии и биохимии им. И. М. Сеченова
Базой для организации Института послужила небольшая группа сотрудников, созданная для индивидуальной работы акад. Л. А. Орбели по решению Президиума АН СССР в октябре 1950 года.
В январе 1956 года на базе этой лаборатории организуется Институт эволюционной физиологии АН СССР и ему присваивается имя И. М. Сеченова. Л. А. Орбели назначается директором Института. С 1956 по 1958 годы Л. А. Орбели — директор Института эволюционной физиологии имени И. М. Сеченова.

### Адреса в Ленинграде
С 1944 года по 9 декабря 1958 года — проспект Маркса, 7, кв. 7.

## Награды и почётные звания
- Герой Социалистического Труда (10 июня 1945)— за выдающиеся научные достижения в области эволюционной физиологии нервной системы и высшей нервной деятельности, а также за многолетнюю плодотворную работу по подготовке высококвалифицированных кадров, в особенности военно-медицинских
- Орден Ленина (1944)
- Орден Ленина (10 июня 1945)— за выдающиеся научные достижения в области эволюционной физиологии нервной системы и высшей нервной деятельности, а также за многолетнюю плодотворную работу по подготовке высококвалифицированных кадров, в особенности военно-медицинских
- Орден Ленина (1945)
- Орден Ленина (1957)
- Орден Красного Знамени (1944)
- Орден Красного Знамени (1948)
- Орден Трудового Красного Знамени (1936)
- Орден Трудового Красного Знамени (1952)
- Орден Красной Звезды (1943)
- Медаль «За оборону Ленинграда»
- Медаль «За победу над Германией в Великой Отечественной войне 1941—1945 гг.»
- Медаль «За победу над Японией»[5]
- Золотая медаль имени И. И. Мечникова АН СССР (1946)
- Сталинская премия I степени (13 марта 1941) — за научную работу «Лекции по физиологии нервной системы», опубликованную в 1938 году
- Лауреат премии имени И. П. Павлова (1937)[6]

## Память
- Академия наук СССР учредила премию за труды по физиологии имени Л. А. Орбели, которая вручается ежегодно.
- Имя присвоено Институту физиологии Национальной академии наук Армении.
- В Санкт-Петербурге установлен памятник у здания Института эволюционной физиологии и биохимии им. И. М. Сеченова РАН.
- В Автозаводском районе Нижнего Новгорода имя присвоено улице.
- В Санкт-Петербурге имя присвоено улице.
- В Санкт-Петербурге на зданиях научных учреждений, где трудился Л. А. Орбели, установлены несколько мемориальных досок.
- В родном селе открыт мемориальный музей.
- В 2000 году была выпущена почтовая марка Армении.
- Мемориал братьям Орбели в Цахкадзоре, Армения.
- В 1950 году был построен речной буксир «Академик Орбели», однако в 1951 году он был переименован в «Академик Лысенко».

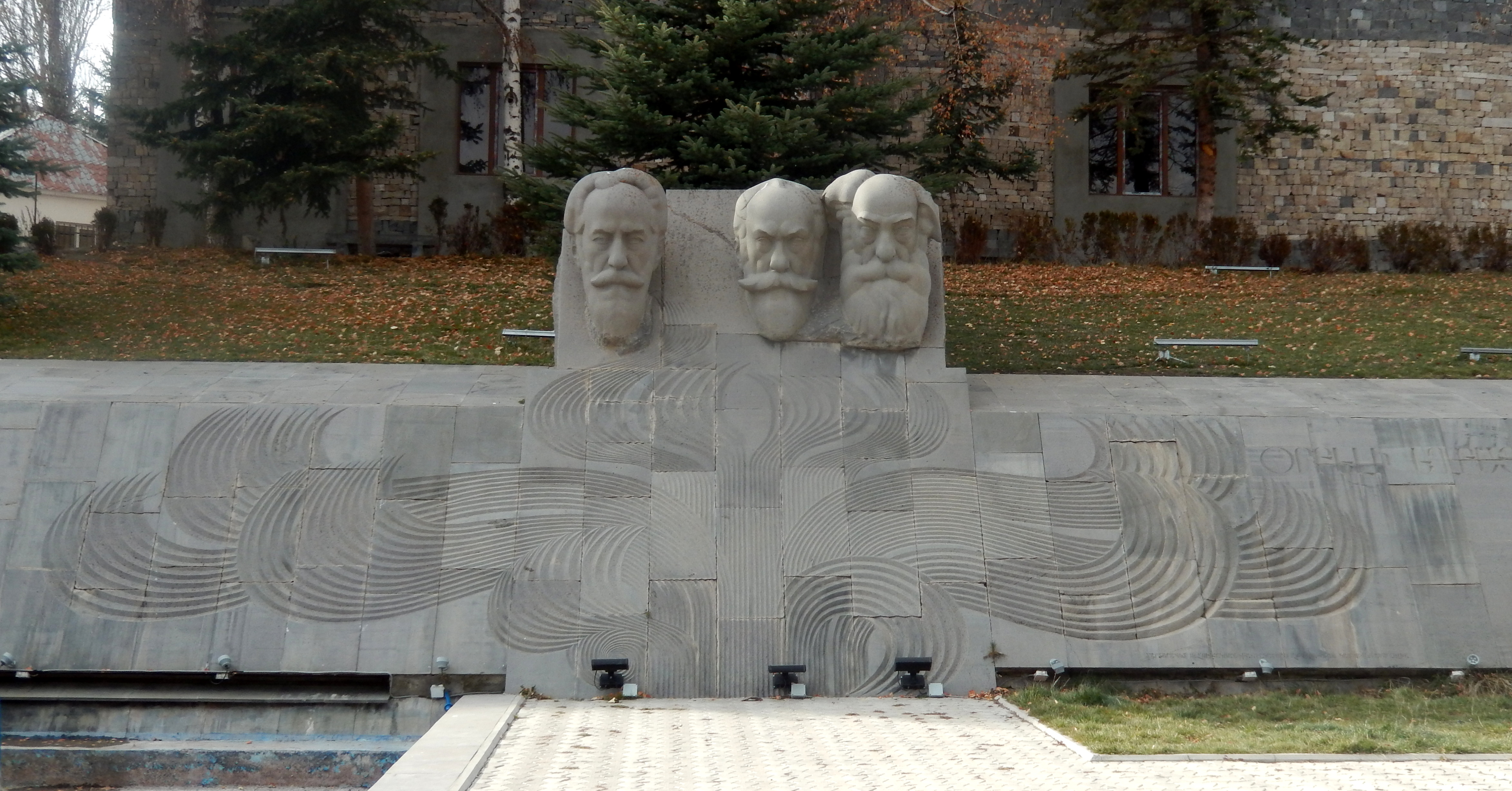
Мемориал братьям Орбели в Цахкадзоре
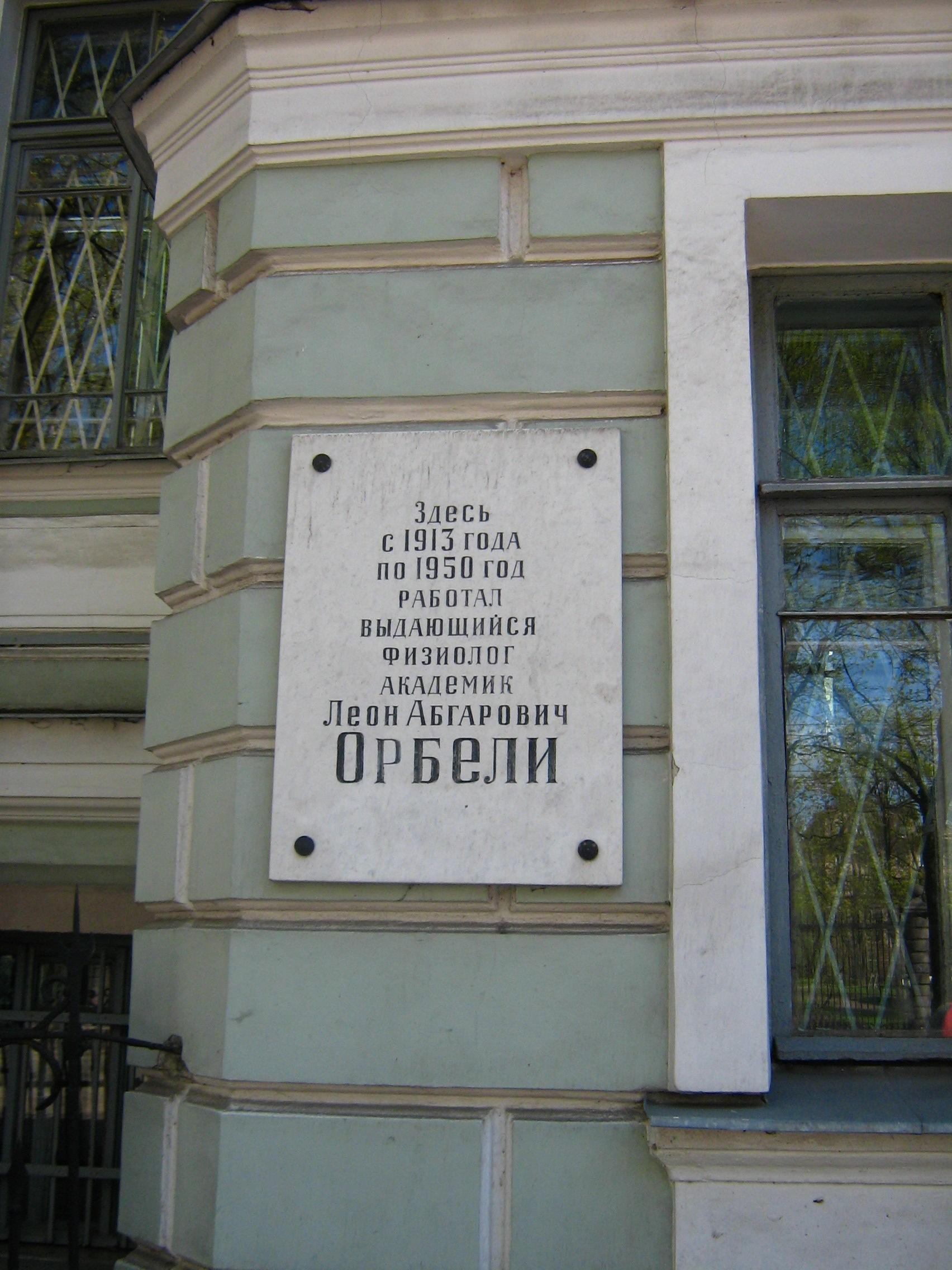
Мемориальная доска на здании Военно-медицинской академии
Могила Орбели на Богословском кладбище в Петербурге.
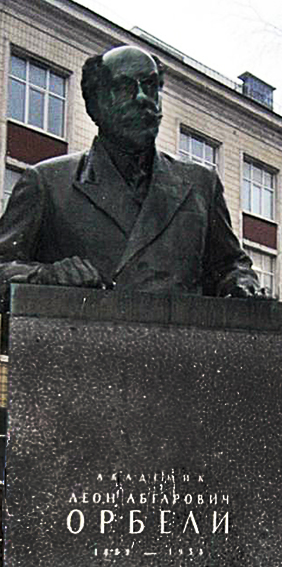
Памятник Л. А. Орбели около ИЭФБ РАН, пр. Тореза, Санкт-Петербург